# Emiel Van Bockstaele
Emiel Van Bockstaele (Geraardsbergen, 31 januari 1870 - Gent, 25 juni 1954) was een Belgisch arts, activist en lid van de Raad van Vlaanderen.

## Levensloop
Na de humaniora te hebben gevolgd aan het bisschoppelijk college van Geraardsbergen, promoveerde hij in 1895 tot doctor in de geneeskunde aan de Katholieke Universiteit Leuven. Hij specialiseerde verder aan de universiteiten van Rijsel, Parijs, Londen en Berlijn. In 1897 vestigde hij zich in zijn geboortestad en werd chirurg en directeur van de heelkundige Heilig Hartkliniek. 
In 1903 werd hij verkozen tot katholiek gemeenteraadslid. In de gemeenteraad pleitte hij voor de vernederlandsing van de Gentse universiteit.
Tijdens de Eerste Wereldoorlog werd hij aanhanger van het activisme. Als vriend van Lodewijk Dosfel en Reimond Speleers behoorde hij tot de gematigden. Hij aanvaardde wel een benoeming tot hoogleraar aan de vernederlandste Gentse universiteit.
Hij werd in mei 1917 lid van de Raad van Vlaanderen, waarin hij een onopvallende rol speelde. Nadat hij in november 1918 naar Utrecht was gevlucht, werd hij ontslagen als directeur van het Geraardsbergse ziekenhuis en werd in februari 1919 bij verstek ter dood veroordeeld.
Hij behaalde het Nederlandse artsendiploma en vestigde zich in Terneuzen. Hij was er verder als chirurg actief, waarbij hij ook heel wat Belgische patiënten behandelde. In 1939 vestigde hij zich in Gent, waar hij zijn medische activiteiten verder zette, zonder echter nog bij de Vlaamse Beweging betrokken te zijn.